# Мацов
Мацов (словац. Macov) — село в окрузі Дунайська Стреда Трнавського краю Словаччини. Площа села 2,72 км². Станом на 31 грудня 2015 року в селі проживало 309 жителів.

## Історія
Перші згадки про село датуються 1367 роком.

## Населення
| Рік:            | 1994. | 2004.    | 2014.    | 2024.    |
| --------------- | ----- | -------- | -------- | -------- |
| Кількість осіб: | 156   | 176      | 287      | 504      |
| Різниця:        |       | +12,82 % | +63,06 % | +75,60 % |

| Рік:            | 2023. | 2024.   |
| --------------- | ----- | ------- |
| Кількість осіб: | 492   | 504     |
| Різниця:        |       | +2,43 % |